# 澁澤金蔵 (2代)
二代目 澁澤 金蔵（にだいめ しぶさわ きんぞう、1856年8月4日〈安政3年7月4日〉 - 1930年〈昭和5年〉4月12日）は、日本の政治家、銀行家、名望家、群馬県多額納税者、地主。群馬県新田郡太田町長（初代）。族籍は群馬県平民。

## 経歴
上野国新田郡太田町（現・群馬県太田市）出身。質店を営んだ初代澁澤金蔵の長男で、1887年に父から家政を譲られた。前名を直次郎と呼び1889年、家督を相続して二代目金蔵を襲名した。
商業、金銭貸付業を営んだ。上毛実業銀行顧問、上野銀行、新田銀行各取締役、群馬商業銀行監査役などをつとめた。
町村制実施と同時に太田町初代町長となり、太田消防組第一回の組頭として以来町政に貢献し、また町議として活動した。1896年、新田郡会議員に当選した。
1930年4月12日に死去。葬儀は同月17日午後2時自宅出棺、浄土宗の長念寺において仏式で挙行された。

## 人物
実業家であり、群馬県多額納税者であった。貴族院多額納税者議員選挙の互選資格を有した。住所は群馬県新田郡太田町。

## 家族・親族
澁澤家
- 父・初代金蔵（1829年 - ?、群馬平民[6]、質商、政治家・町会議長[11]）
- 母（群馬、大竹伊佐吉の長女）[6]
- 妻・はる（1857年 - 1941年、群馬、葉住利蔵の姉）[2][10] - 1941年、自宅で逝去[13]。告別式は長念寺において執行された[13]。
- 長男・三代目金蔵（1890年 - 1949年、前名・直一[10]、群馬県多額納税者、金融業[14][15]、銀行会社重役[14]、貴族院議員）
  - 同妻・はる（1895年 - ?、群馬、竹内清次郎の二女）[10][14][15]
- 二男・金三郎（1892年 - ?）[2][10]
  - 同妻・やまと（1894年 - ?、群馬、葉住利蔵の三女）[2][10]
- 二女・好（1894年 - ?、埼玉、西田芳雄の妻）[2][10]
- 男・義治（1898年 - ?）[2][10]
- 養子・フジ（1899年 - ?、新潟、木下長八の孫[2][10]、神奈川、上郎新二の妻[16]）
- 五男・徳治（1901年 - ?）[2][10]
- 六男・忠雄（1904年 - ?）[2][6]
- 孫[10]

親戚
- 上郎新二（資産家、神奈川県多額納税者、地主）[16]
- 竹内勝蔵（前橋市長）
- 竹内清次郎（製糸業、生糸商）
- 葉住利蔵（新田銀行頭取、衆議院議員）